# Leslie Scarman
Leslie George Scarman, baron Scarman (ur. 29 lipca 1911 w Streatham - zm. 8 grudnia 2004), prawnik brytyjski, działacz państwowy, członek Izby Lordów.
W 1932 ukończył studia na Oksfordzie. Od 1936 praktykował jako adwokat, w okresie wojny służył w lotnictwie (RAF), kolejno w Anglii, północnej Afryce i Europie kontynentalnej. Powrócił do zawodu prawnika w 1945. W 1957 dosłużył się tytułu radcy królowej (Q.C., Queens Counsel), w 1961 mianowany sędzią Sądu Najwyższego (wydział prawa rodzinnego). W 1973 przeszedł do Trybunału Apelacyjnego. W latach 1977–1986 był Lordem-Sędzią (Law Lord), członkiem Izby Lordów z uprawnieniami sędziowskimi; jednocześnie w 1977 został wyniesiony do godności parowskiej i jako baron Scarman z Quatt w hrabstwie Salop zasiadł w Izbie Lordów. Przeszedł na emeryturę w 1986.
W latach 1965–1973 był przewodniczącym Komisji Prawa. Jako sędzia, mimo opinii liberała, wydał kilka kontrowersyjnych, konserwatywnych wyroków, m.in. w sprawie związków zawodowych. Prowadził publiczne śledztwa w sprawie zamieszek rasowych w Brixton (1981) oraz zamieszek w Irlandii Północnej (1969-1972) i na Red Lion Square (1975). Prowadził również działalność edukacyjną, był kanclerzem Warwick University oraz prezydentem Brytyjskiego Instytutu Praw Człowieka. W 1991 założył fundusz powierniczy Scarmana (Scarman Trust).
W 1966 został odznaczony Orderem Imperium Brytyjskiego (O.B.E.). Z małżeństwa z Ruth Wagner (zawartego w 1947) miał jednego syna.